# دانيال ديفيس
دانيال ديفيس (بالإنجليزية: Daniel Davis)‏ مواليد 26 نوفمبر 1945 في غوردون، الولايات المتحدة، هو ممثل أمريكي بدأ مسيرته الفنية سنة 1970.

## الأعمال
- صيد أكتوبر الأحمر
- شيرز
- ريمنغتون ستيل
- ماتلوك
- ديناستي
- رقص قذر
- قائمة حلقات كولمبو
- المربية
- ستار تريك: الجيل التالي
- ذا براكتيس

## روابط خارجية
- دانيال ديفيس على موقع IMDb (الإنجليزية)
- دانيال ديفيس على موقع ألو سيني (الفرنسية)
- دانيال ديفيس على موقع أول موفي (الإنجليزية)
- دانيال ديفيس على موقع قاعدة بيانات برودواي على الإنترنت (الإنجليزية)
- دانيال ديفيس على موقع قاعدة بيانات برودواي على الإنترنت (الإنجليزية)
- دانيال ديفيس على موقع قاعدة بيانات الأفلام السويدية (السويدية)
- دانيال ديفيس على موقع إن إن دي بي (الإنجليزية)
- دانيال ديفيس على موقع ديسكوغز (الإنجليزية)
- دانيال ديفيس على موقع قاعدة بيانات الفيلم (الإنجليزية)
- دانيال ديفيس على موقع كينوبويسك (الروسية)